# Maracon
Maracon es una comuna suiza del cantón de Vaud, situada en el distrito de Lavaux-Oron. Limita al norte con la comuna de Saint-Martin (FR), al noreste con Semsales (FR) y Châtel-Saint-Denis (FR), al sur con Remaufens (FR), y al oeste y noroeste con Oron.
La comuna hizo parte hasta el 31 de diciembre de 2007 del distrito de Oron, círculo de Oron. Además el 1 de enero de 2003 le fue anexado el territorio de la antigua comuna de La Rogivue.